# Toboso Indijanci
Toboso.- Pleme američkih Indijanaca nastanjeno u 17. stoljeću u pustinjskom području Bolsón de Mapimí u Coahuili i Chihuahui, pustinji inače poznatoj po endemskim biljnim i životinjskim vrstama. Tobosi se klasificiraju Athapaskan plemenima, srodnicima Apača, kojima su srodni i po svojoj borbenosti. Česta meta napada Tobosa sljedećeg stoljeća bila su španjolska naselja Chihuahue i Coahuile, pa sve do Nuevo Leóna. Ponekada su prelazili i u Texas, ali su takva izvješća rijetka. Tobososi su ratoborni i dozlogrdili su Španjolcima. Ovi protiv njih poduzimaju vojne mjere. Tako 1720. guverner Coahuile, Marqués de San Miguel de Aguayo, maršira protiv Tobosa zajedno s Manuelom Rodríguezom. Kasnije Blas de la Garza Falcón poduzima 3 vojna pohoda protiv Tobosa 1721. i 1722. godine. Deset godina nakon toga (1732.) Manuel de Sandoval (guverner) porazio je Tobose u bici na La Bavia Arroyo.  -Nešto Tobosa na kraju se sklonilo na misiju Nuestra Señora del Refugio blizu teksaške granice, gdje se još spominju 1807. i 1828. –Neki autori pokušavaju ih svrstati u Juto-Astecčke govornike. 

## Vanjske poveznice
- Toboso Indians